# Gulliver Returns
Pour plus de détails, voir Fiche technique et Distribution.
Gulliver Returns est un long métrage d'animation fantastique en 3D en anglais du réalisateur Ilia Maximov. Il a été produit par Kvartal 95 Studio,. La première mondiale du film a eu lieu au Festival international du film de Shanghai en 2021.

## Synopsis
L'aventurier Gulliver revient à Lilliput.

## Fiche technique
- Titre : Gulliver Returns
- Réalisation : Ilya Maksimov
- Scénario : Michael Ryan sur une idée de Volodymyr Zelensky
- Musique : Yuriy Grom
- Montage : Alexandr Synko
- Production : Oleg Khodachuk, Boris Shefir et Andrey Yakovlev
- Société de production : 95 Animation Studio et Gulliver Films
- Pays :  Ukraine et  Chypre
- Genre : Animation, aventure et fantasy
- Durée : 90 minutes
- Dates de sortie : 
  -  Chine : 18 juin 2021 (Festival international du film de Shanghai)

## Doublage
- Tyler Bunch : Frelok
- Wayne Grayson : Gulliver
- Alyson Leigh Rosenfeld : Marcy
- Billy Bob Thompson : le roi
- Tom Wayland : le facteur